# کریستیان ترامیتز
کریستیان ترامیتز (آلمانی: Christian Tramitz؛ زادهٔ ۱۳ ژوئیهٔ ۱۹۵۵) هنرپیشه و صدا پیشه اهل آلمان است.
از فیلم‌ها یا برنامه‌های تلویزیونی که وی در آن نقش داشته‌است می‌توان به مرگ کسب‌وکار من است عزیزم اشاره کرد.